# 4511 Rembrandt
(4511) Rembrandt is een planetoïde in de planetoïdengordel en werd op 28 september 1935 ontdekt door Hendrik van Gent in Johannesburg. De planetoïde is vernoemd naar de beroemde 17e-eeuwse Nederlandse schilder Rembrandt.